# Апейрон
Апейро́н (грец. ἄπειρον, «безкінечне, безмежне») — без'якісне матеріальне першоджерело; нескінченність у просторі і часі.
Термін введений давньогрецьким філософом Анаксімандром для позначення нескінченності матеріального першоджерела — апейрон перебуває у вічному русі, виділяючи протилежності: тепле-холодне і сухе-вологе, в боротьбі яких виникають стихії (земля, вода, повітря й вогонь) і якісно визначені тіла.
Поняття «апейрон» — важливий крок у розвитку філософії на шляху до уявлень про матерію, порівняно з ототожненням першоджерела з конкретною речовиною у Фалеса чи Анаксімена.
- У піфагореїзмі — невизначена, безформна початкова точка.
- Платон характеризує його як щось абсолютно невизначене, позбавлене дійсного буття.
- Демокрит вживав термін для визначення нескінченного абсолютного простору.